# Kammzahnschleimfische
Kammzahnschleimfische (Salariinae) sind bodenbewohnende Fische, die Felsküsten und Korallenriffe besiedeln. Sie haben keine Schwimmblase und müssen sich durch sich ständiges Wedeln mit der Schwanzflosse im freien Wasser halten, deshalb haben sich auch den zweiten deutschen Namen Wippschwimmer.

## Ernährung
Die meisten Kammzahnschleimfische sind Aufwuchsfresser und ernähren sich von Algen und den sich darin befindenden Wirbellosen, so die Gattungen Ecsenius und Salarias. Andere sind Nahrungsspezialisten und haben unterschiedliche Spezialisierungen entwickelt. Der Leopard-Kammzähner (Exallias brevis) ernährt sich von Korallenpolypen. Der Neonaugen-Kammzähner (Ecsenius midas) ernährt sich von Zooplankton und mischt sich unter die Schwärme der Juwelen-Fahnenbarsche (Pseudanthias squamipinnis), denen er in Färbung und Ernährungsweise gleicht. Die Arten der Gattung Istiblennius weiden Algen in der Gezeitenzone auch in extrem niedrigem Wasser ab.

## Mimikry
Einige Kammzahnschleimfische ähneln ihren mit giftigen Eckzähnen ausgestatteten Verwandten aus dem Tribus der Säbelzahnschleimfische (Nemophini) um so von der Aversion der Raubfische gegenüber derartig gefärbten Fischen zu profitieren. Der vollkommen harmlose, vielen Meeresaquarianern bekannte Zweifarben-Schleimfisch (Ecsenius bicolor) ahmt Enchelyurus flavipes nach. Die Nachahmung eines wehrhaften Tieres durch harmlose Tiere zur Täuschung von Feinden nennt man Bates’sche Mimikry.
Wie alle Schleimfische schlafen die Kammzahnschleimfische in engen Höhlen und Spalten, in die sie rückwärts hineinschwimmen.

## Gattungen und Arten
- Aidablennius

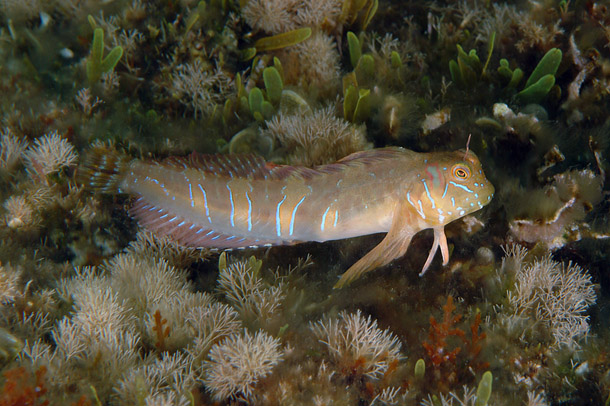
Aidablennius sphynx

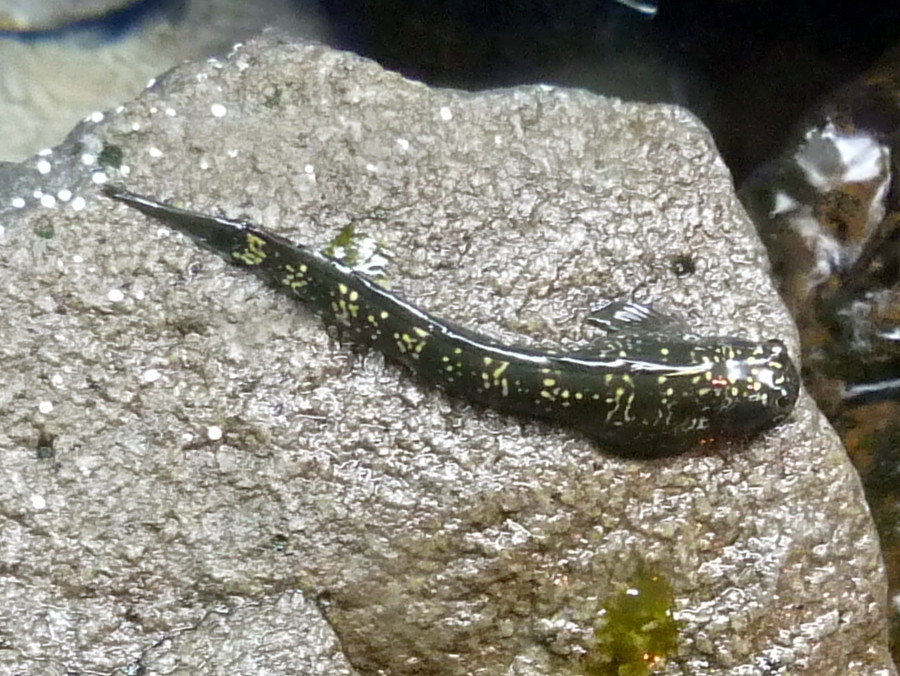
Alticus saliens

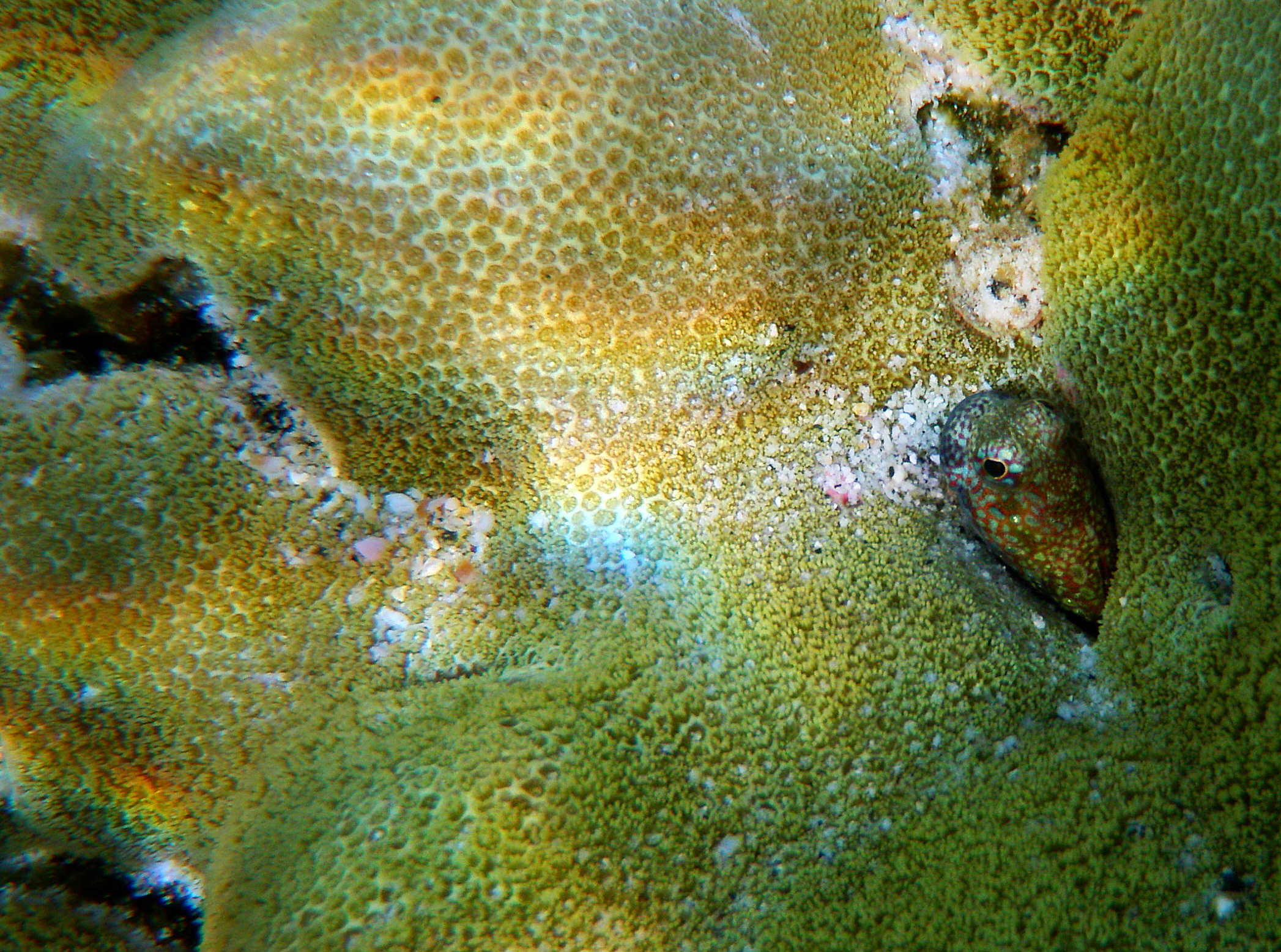
Blenniella gibbifrons

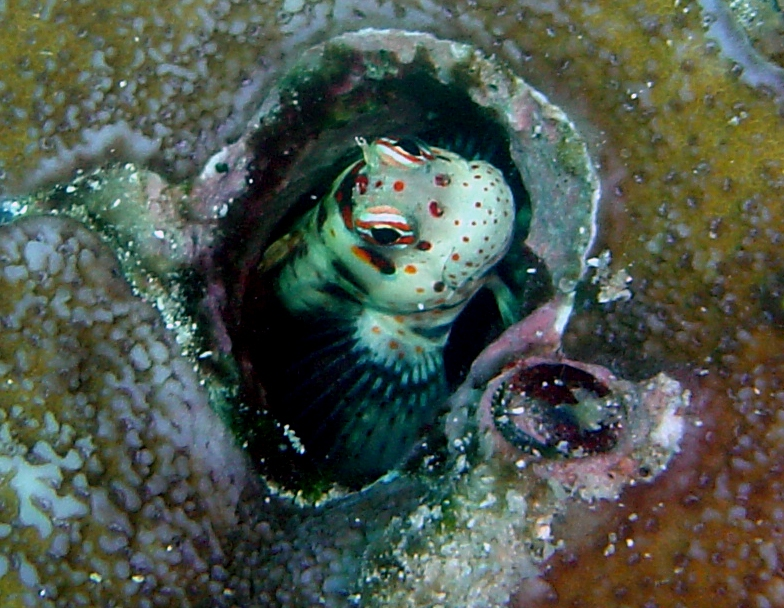
Blenniella periophthalmus

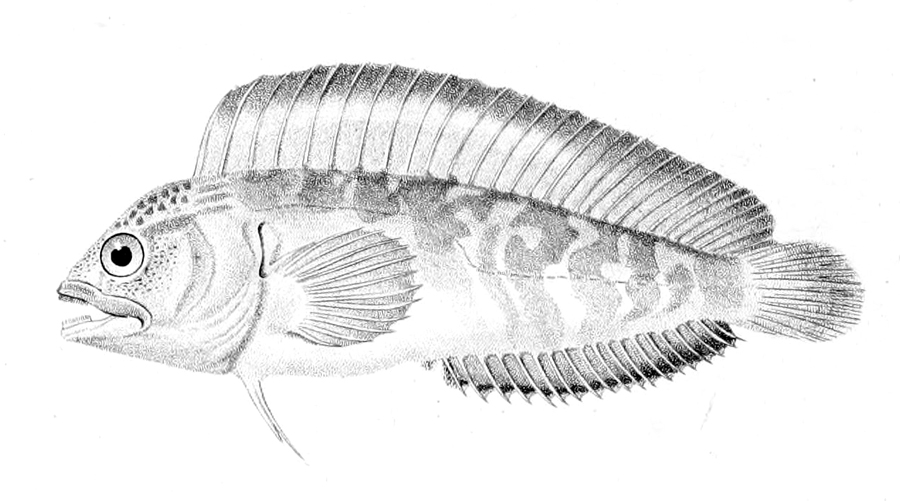
Chasmodes bosquianus

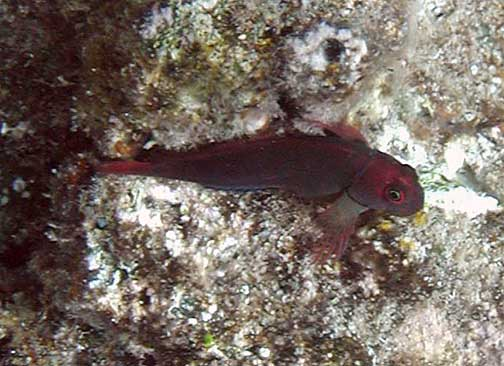
Cirripectes vanderbilti

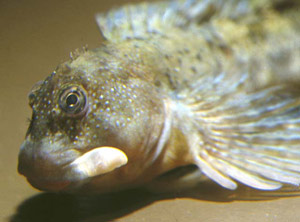
Coryphoblennius galerita

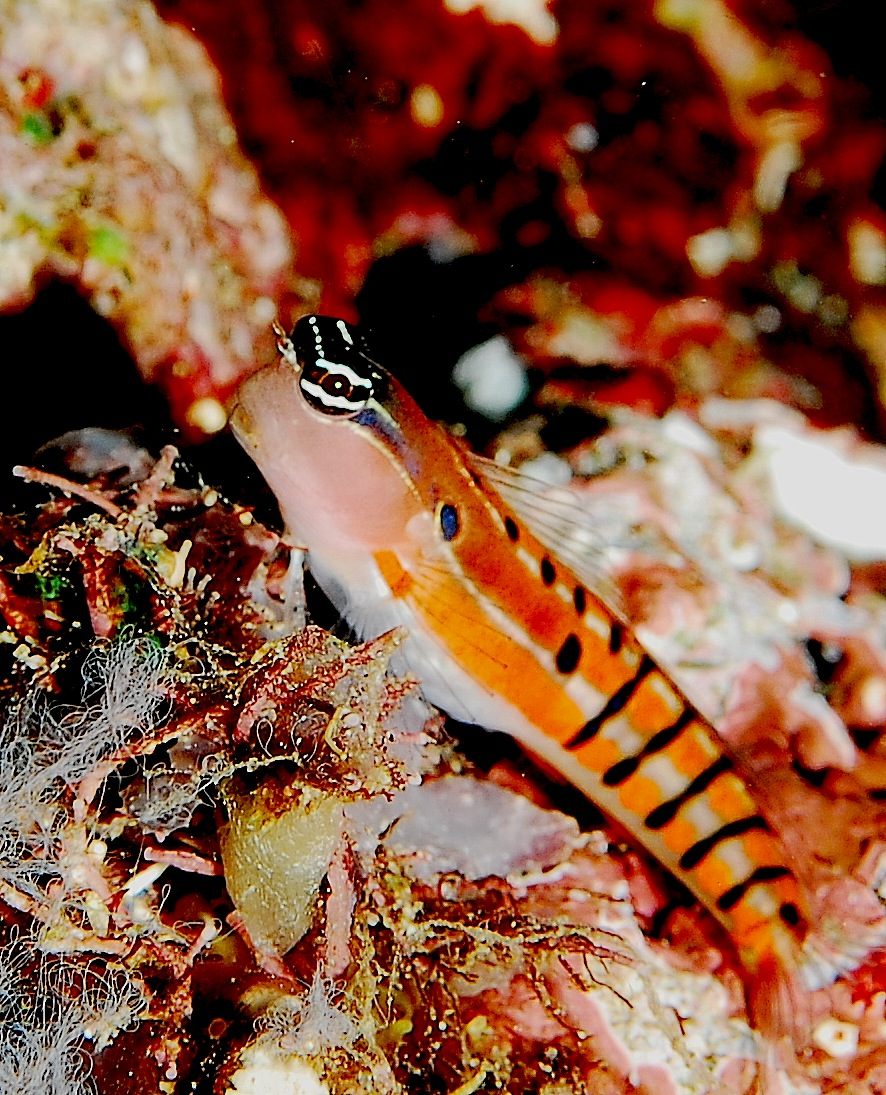
Ecsenius axelrodi

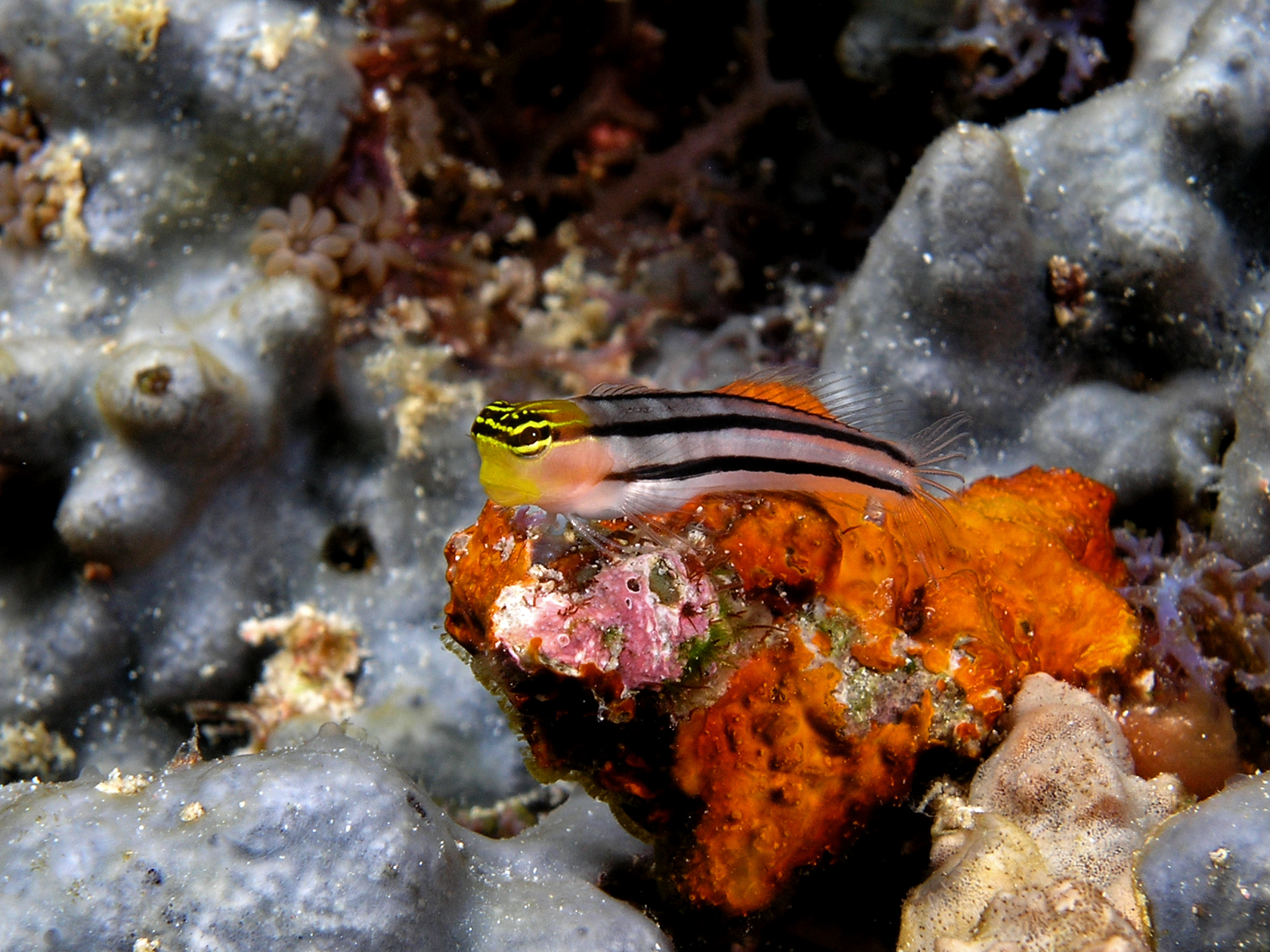
Ecsenius bathi

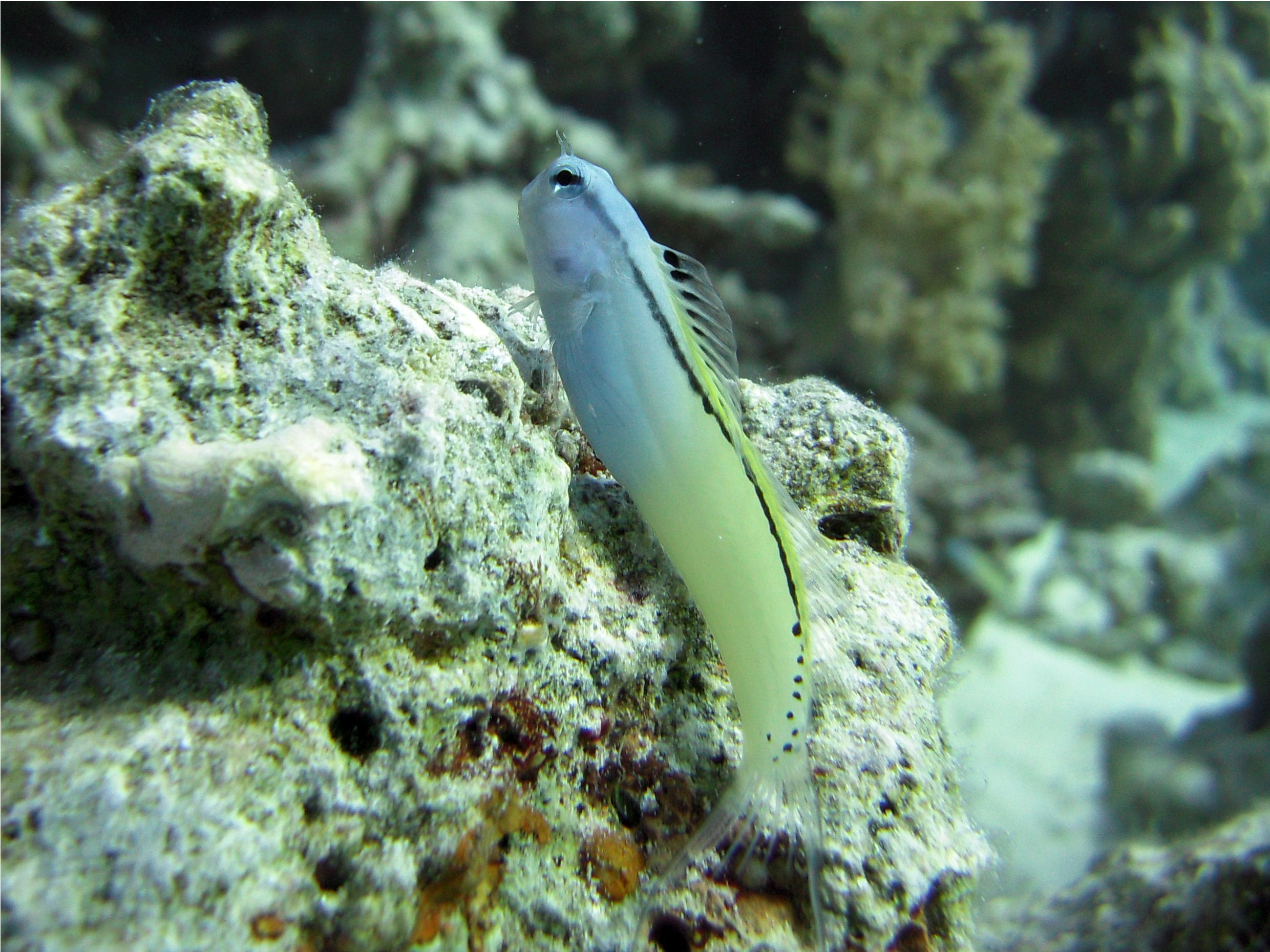
Ecsenius gravieri

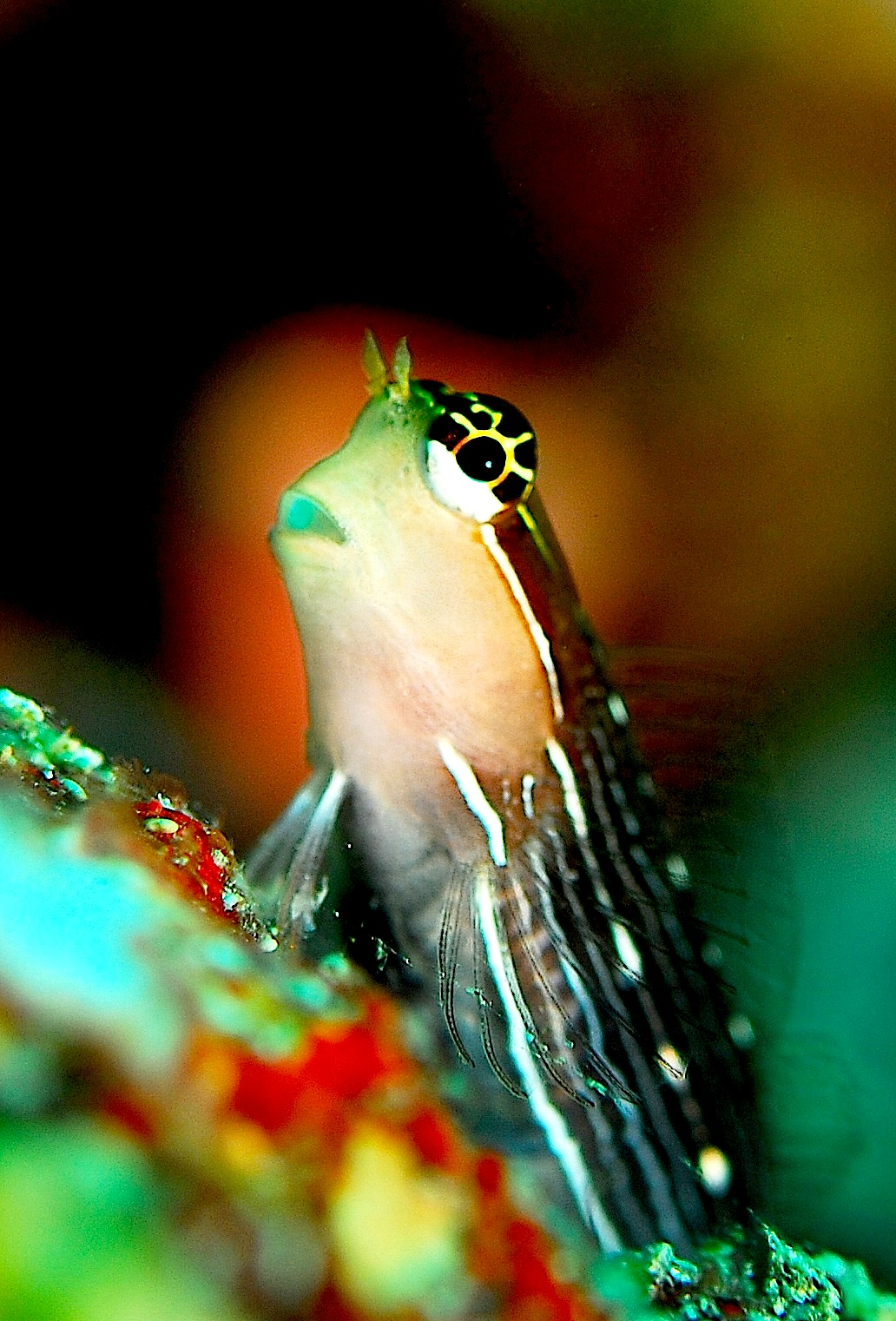
Ecsenius pictus

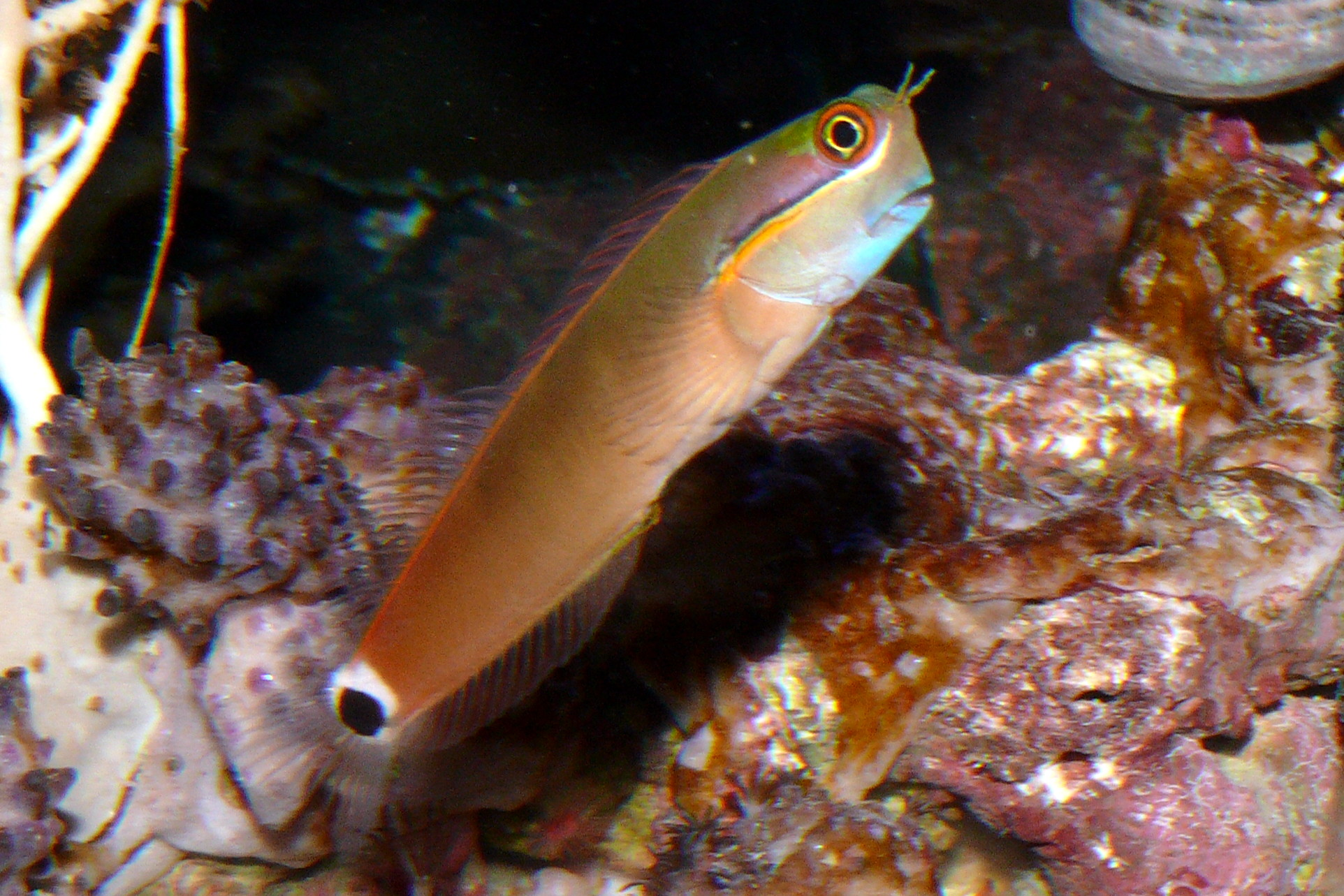
Ecsenius stigmatura

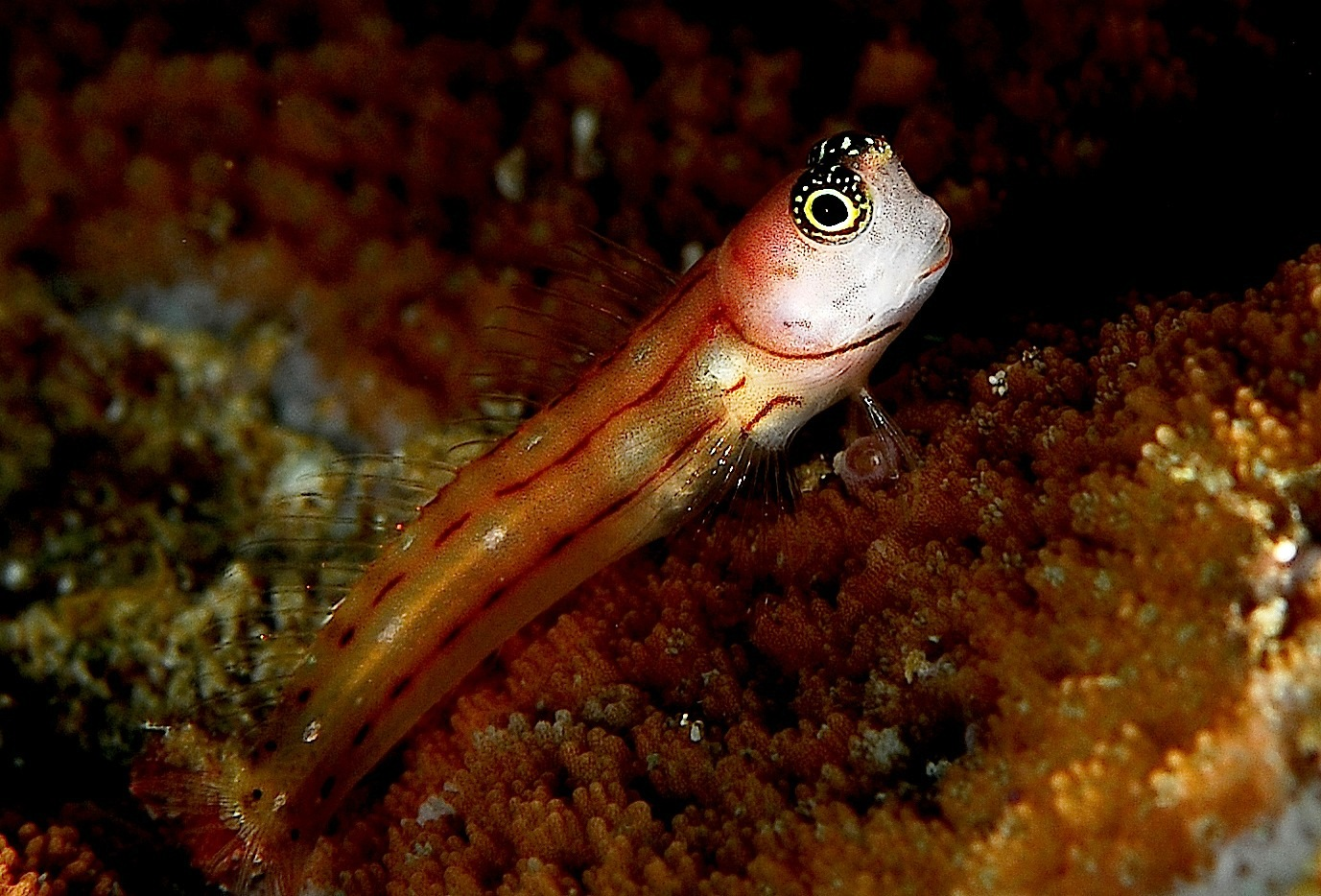
Ecsenius trilineatus

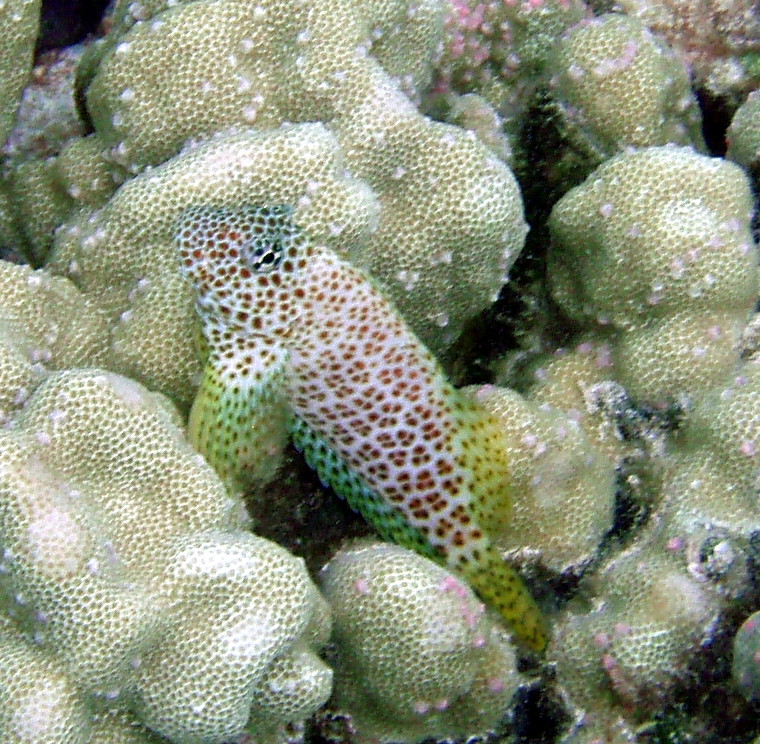
Exallias brevis

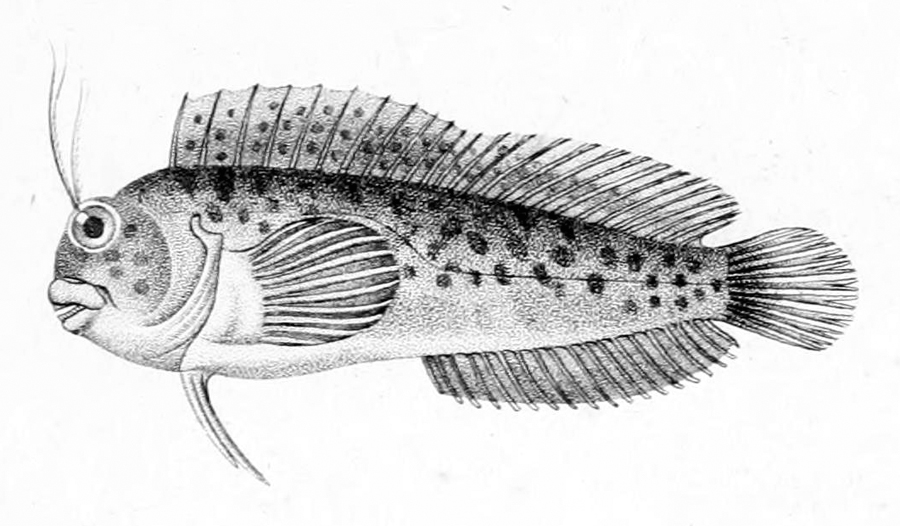
Hypleurochilus fissicornis

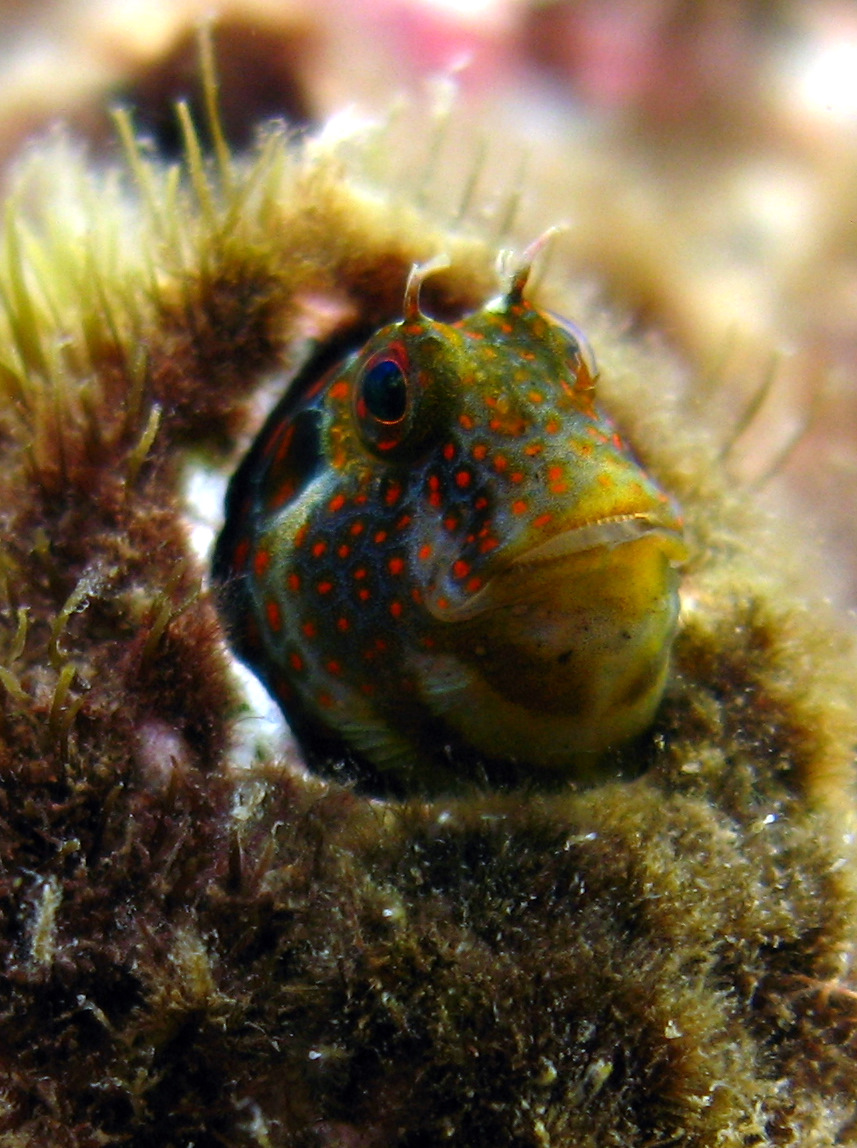
Hypsoblennius invemar

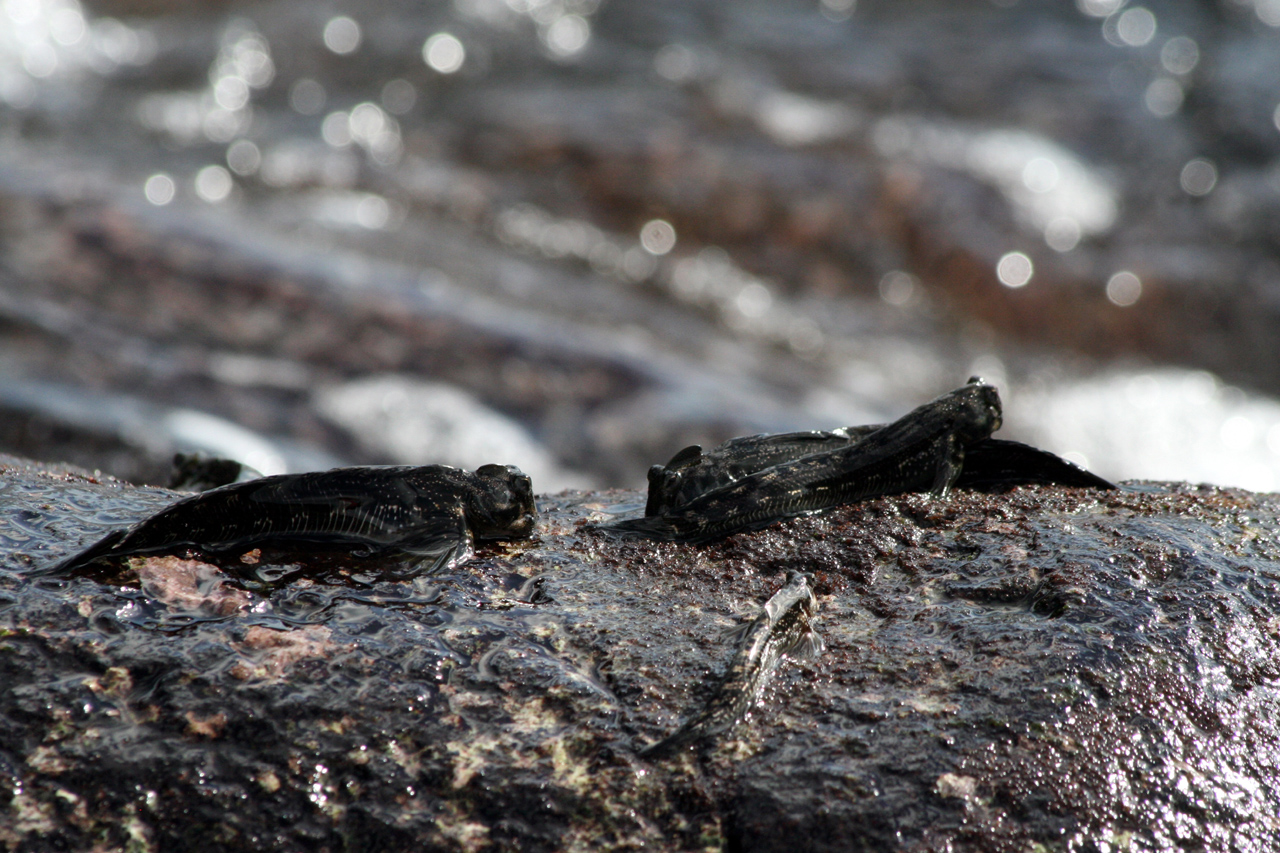
Istiblennius sp.

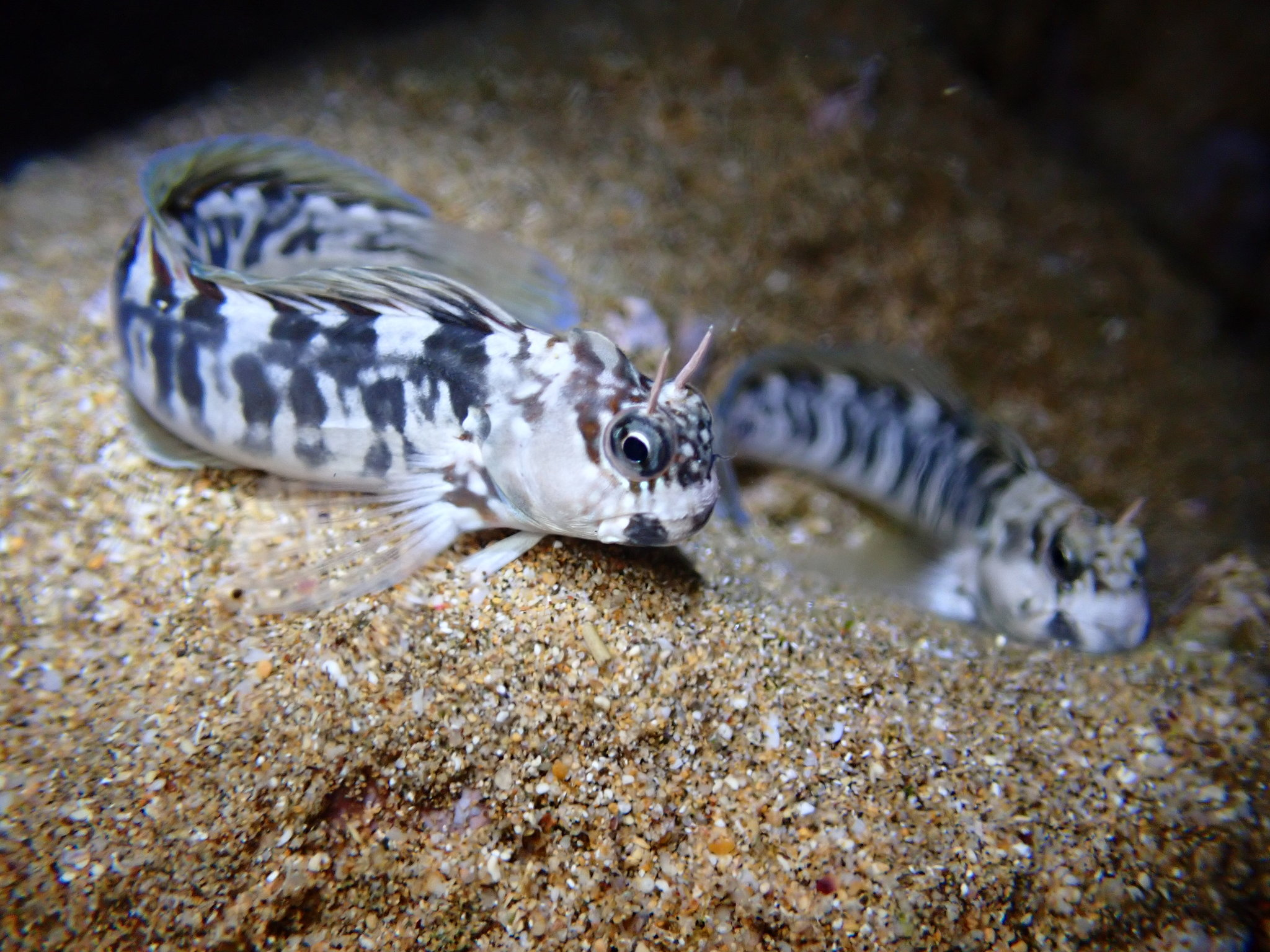
Istiblennius zebra, endemische Fischart von Hawaii

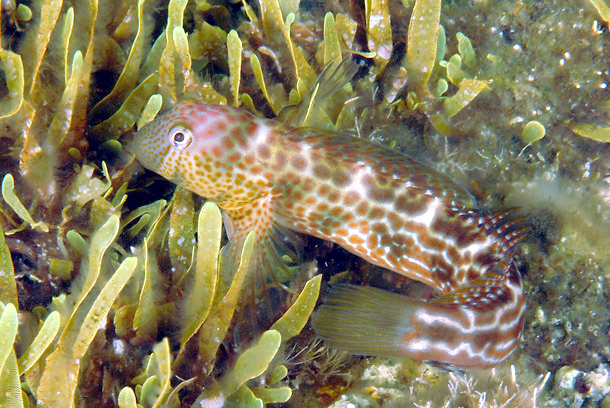
Lipophrys canevae

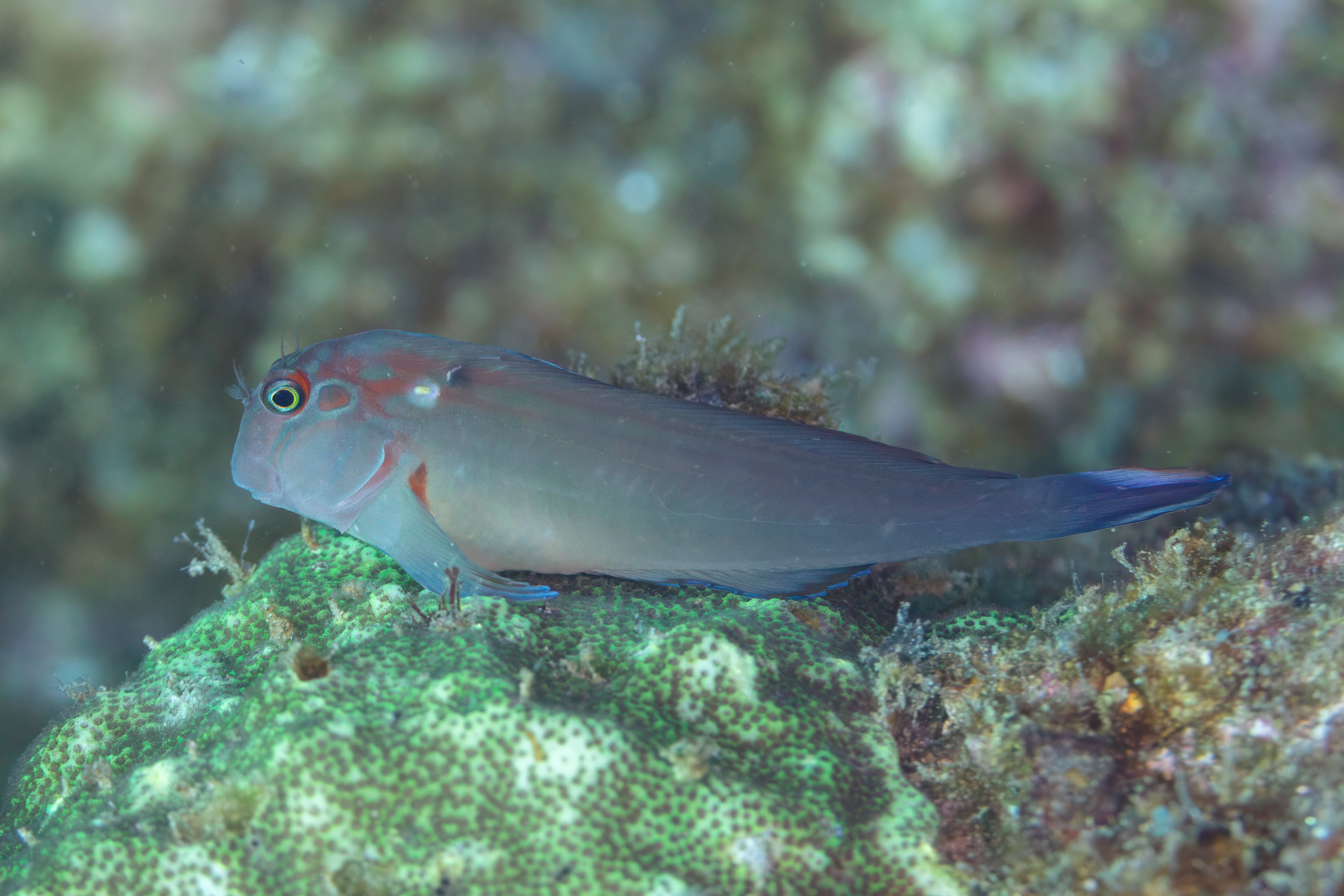
Ophioblennius steindachneri

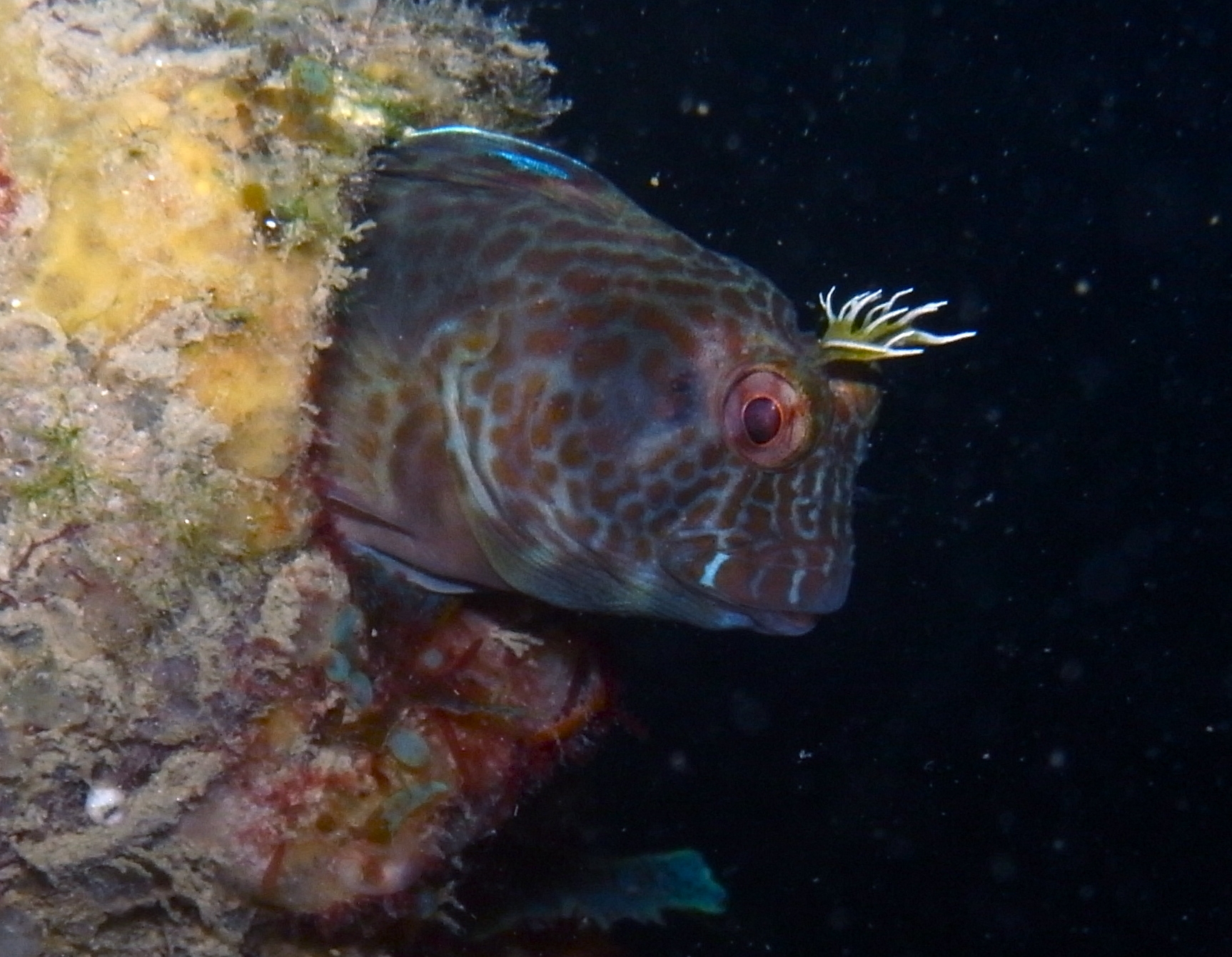
Parablennius intermedius

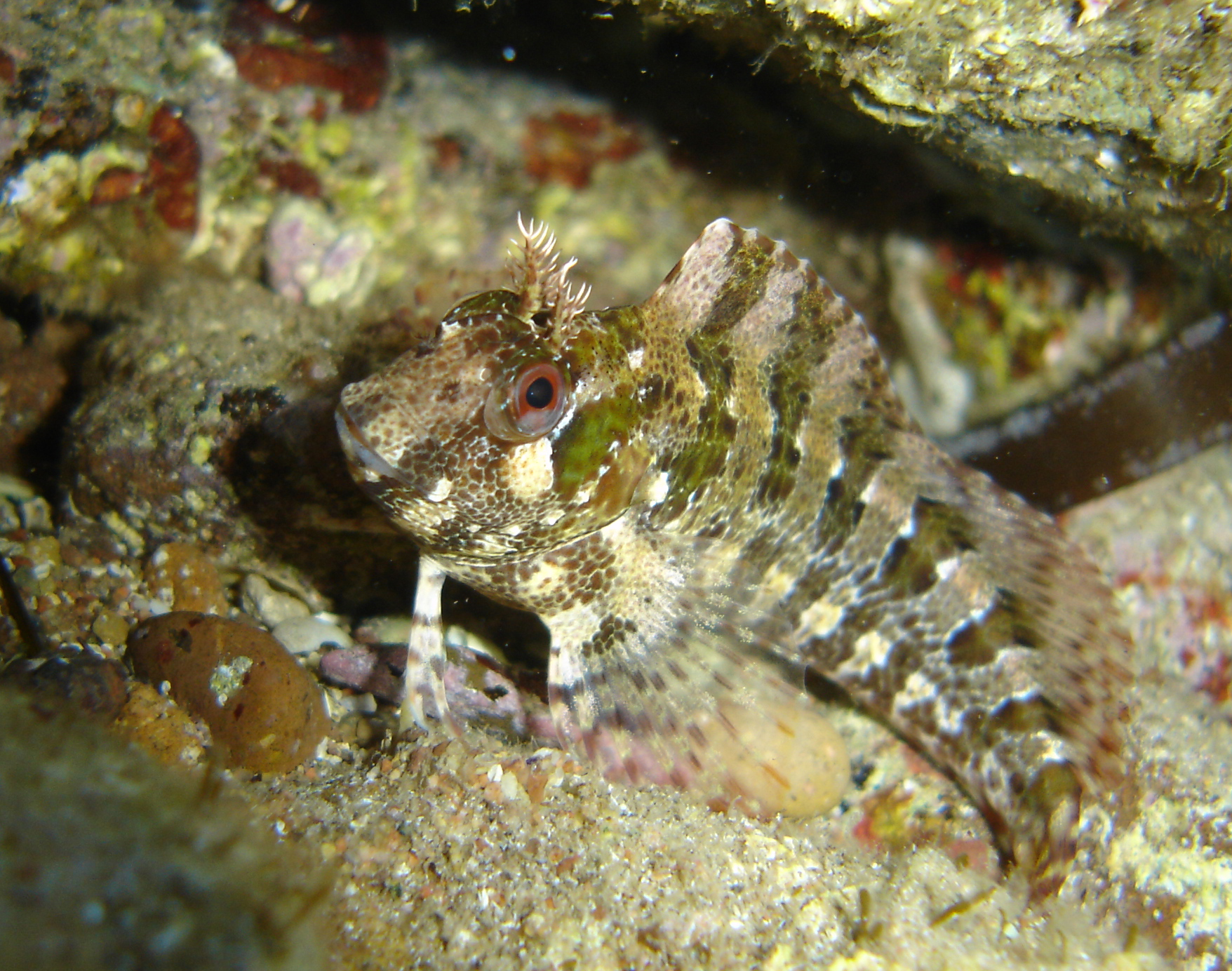
Gestreifter Schleimfisch (Parablennius gattorugine)

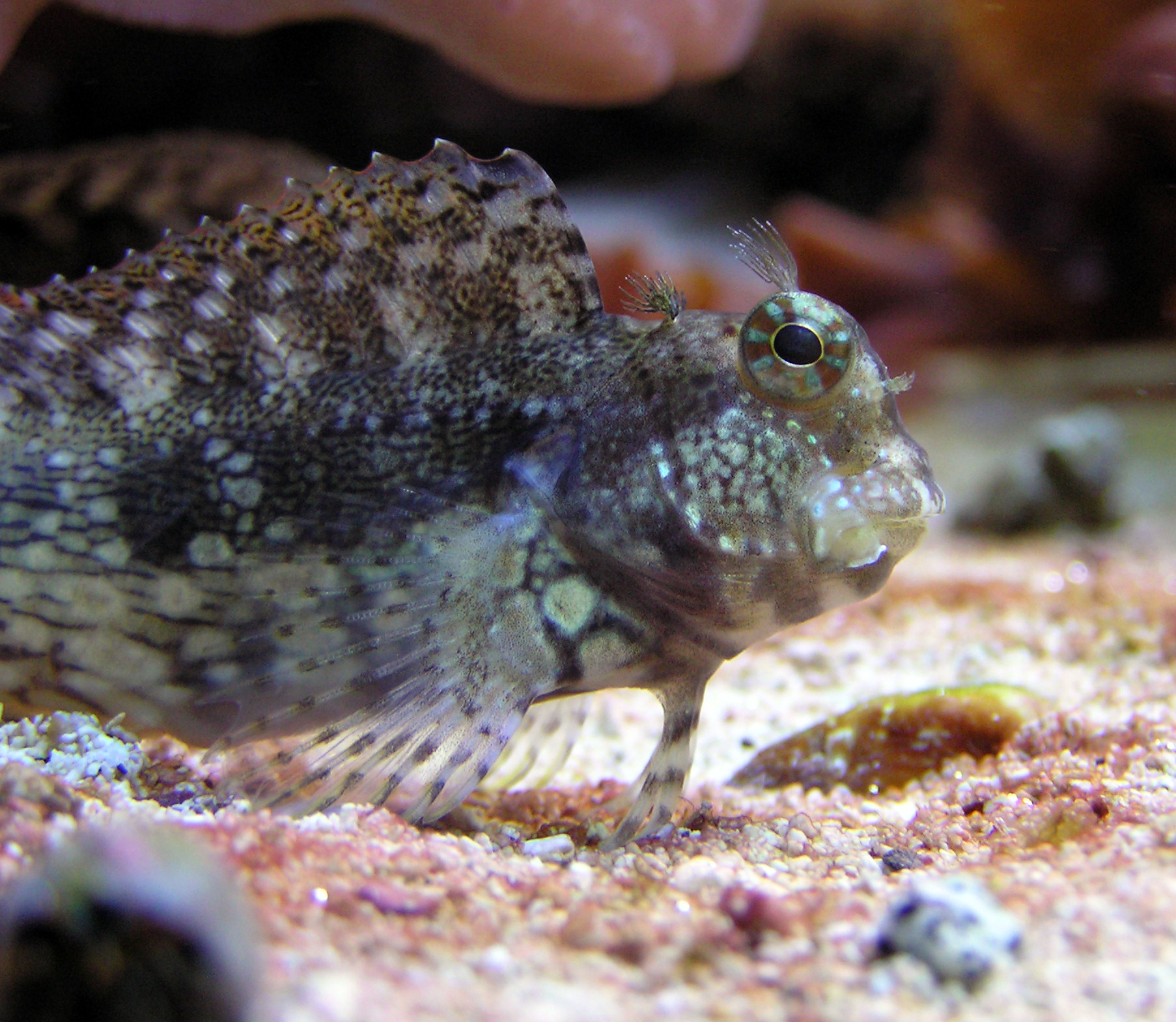
Juwelen-Felshüpfer
(Salarias fasciatus)

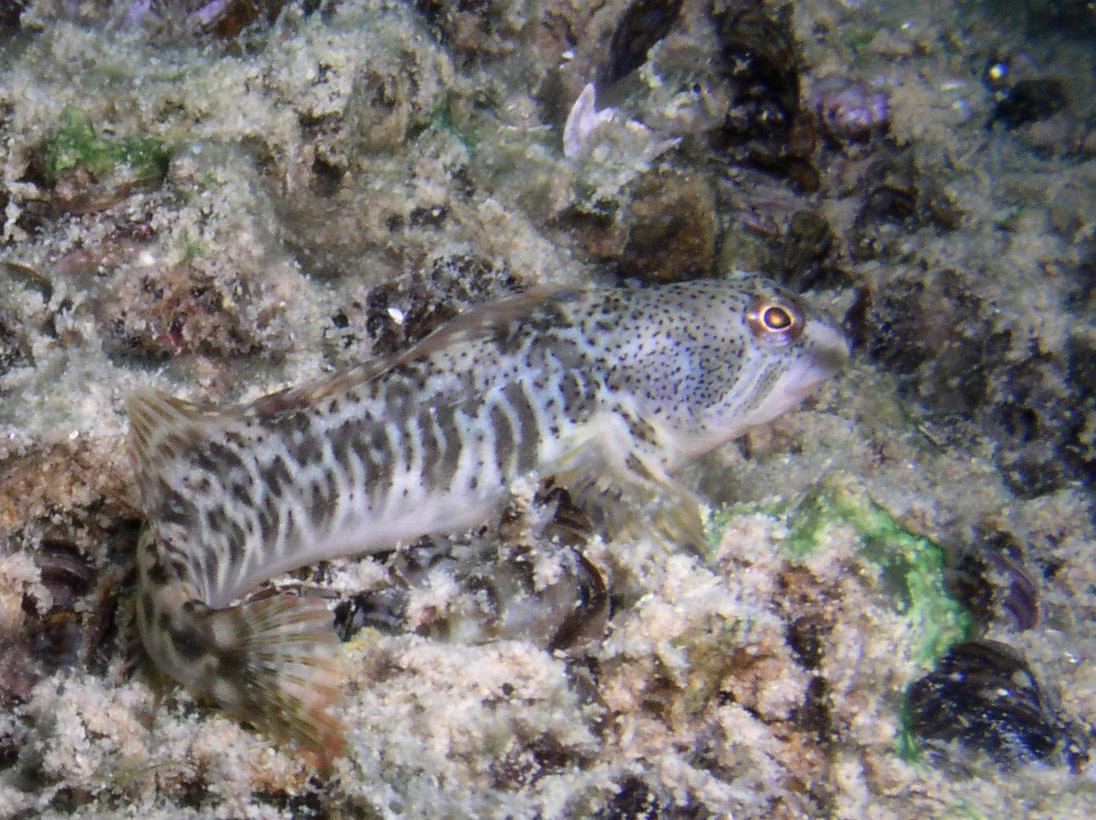
Fluss-Schleimfisch
(Salaria fluviatilis)

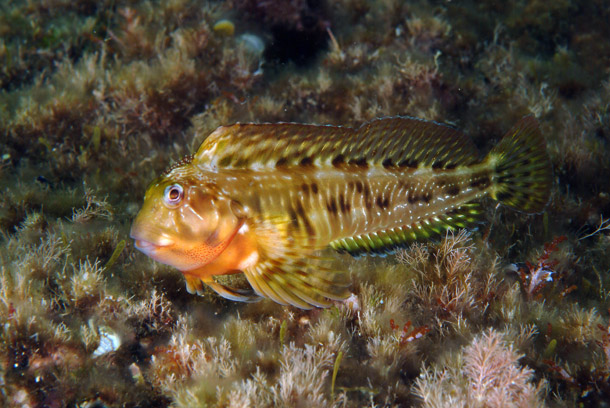
Scartella cristata

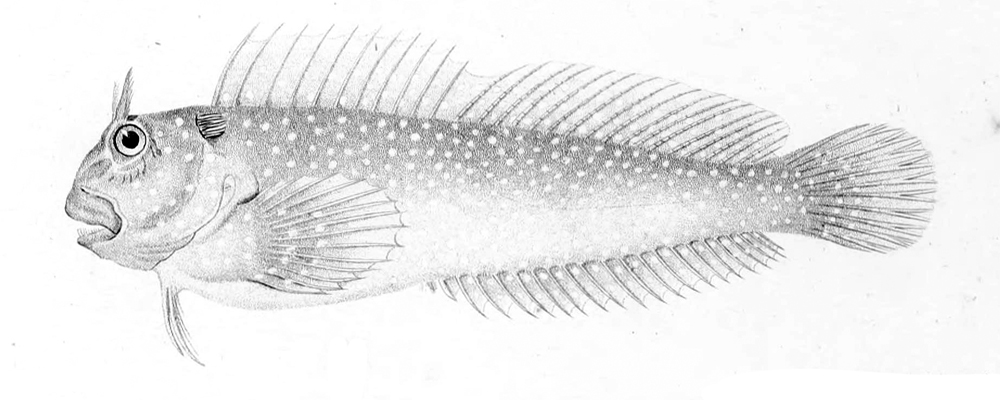
Scartichthys variolatus

  - Aidablennius sphynx (Valenciennes, 1836)
- Alloblennius Springer & Spreitzer, 1971
  - Alloblennius anuchalis (Springer & Spreitzer, 1978)
  - Alloblennius jugularis (Klunzinger, 1871)
  - Alloblennius parvus  Springer & Spreitzer, 1978
  - Alloblennius pictus (Lotan, 1969)
- Alticus Lacepède, 1800
  - Alticus anjouanae Fourmanoir, 1955
  - Alticus arnoldorum (Curtiss, 1938)
  - Alticus kirkii (Günther, 1868)
  - Alticus monochrus  Bleeker, 1869
  - Alticus montanoi (Sauvage, 1880)
  - Alticus saliens (Lacepède, 1800)
  - Alticus sertatus (Garman, 1903)
  - Alticus simplicirrus  Smith-Vaniz & Springer, 1971
- Andamia Blyth, 1858
  - Andamia amphibius (Walbaum, 1792)
  - Andamia cyclocheilus Weber, 1909
  - Andamia heteroptera (Bleeker, 1857)
  - Andamia reyi (Sauvage, 1880)
  - Andamia tetradactylus (Bleeker, 1858)
- Antennablennius Fowler, 1931
  - Antennablennius adenensis  Fraser-Brunner, 1951
  - Antennablennius australis  Fraser-Brunner, 1951
  - Antennablennius bifilum  Günther, 1861
  - Antennablennius ceylonensis  Bath, 1983
  - Antennablennius hypenetes  Klunzinger, 1871
  - Antennablennius simonyi  Steindachner, 1902
  - Antennablennius variopunctatus  Jatzow & Lenz, 1898
  - Antennablennius velifer  Smith, 1959
- Aspidontus
  - Aspidontus dussumieri  Valenciennes, 1836
  - Aspidontus taeniatus  Quoy & Gaimard, 1834
  - Aspidontus tractus  Fowler, 1903
- Atrosalarias
  - Atrosalarias fuscus  Rüppell, 1838
  - Atrosalarias hosokawai  Suzuki & Senou, 1999
- Bathyblennius
  - Bathyblennius antholops  Springer & Smith-Vaniz, 1970
- Blenniella
  - Blenniella bilitonensis  Bleeker, 1858
  - Blenniella caudolineata  Günther, 1877
  - Blenniella chrysospilos  Bleeker, 1857
  - Blenniella cyanostigma  Bleeker, 1849
  - Blenniella gibbifrons  Quoy & Gaimard, 1824
  - Blenniella interrupta Bleeker, 1857
  - Blenniella leopardus  Fowler, 1904
  - Blenniella paula  Bryan & Herre, 1903
  - Blenniella periophthalmus  Valenciennes, 1836
- Chalaroderma
  - Chalaroderma capito  Valenciennes, 1836
  - Chalaroderma ocellata  Gilchrist & Thompson, 1908
- Chasmodes
  - Chasmodes bosquianus Lacepède, 1800
  - Chasmodes longimaxilla  Williams, 1983
  - Chasmodes saburrae  Jordan & Gilbert, 1882
- Cirripectes
  - Cirripectes alboapicalis  Ogilby, 1899
  - Cirripectes alleni  Williams, 1993
  - Cirripectes auritus  Carlson, 1981
  - Cirripectes castaneus  Valenciennes, 1836
  - Cirripectes chelomatus  Williams & Maugé, 1984
  - Cirripectes filamentosus Alleyne & Macleay, 1877
  - Cirripectes fuscoguttatus  Strasburg & Schultz, 1953
  - Cirripectes gilberti  Williams, 1988
  - Cirripectes hutchinsi  Williams, 1988
  - Cirripectes imitator  Williams, 1985
  - Cirripectes jenningsi  Schultz, 1943
  - Cirripectes kuwamurai  Fukao, 1984
  - Cirripectes obscurus Borodin, 1927
  - Cirripectes perustus  Smith, 1959
  - Cirripectes polyzona  Bleeker, 1868
  - Cirripectes quagga  Fowler & Ball, 1924
  - Cirripectes randalli  Williams, 1988
  - Cirripectes springeri  Williams, 1988
  - Cirripectes stigmaticus  Strasburg & Schultz, 1953
  - Cirripectes vanderbilti  Fowler, 1938
  - Cirripectes variolosus  Valenciennes, 1836
  - Cirripectes viriosus  Williams, 1988
- Cirrisalarias
  - Cirrisalarias bunares  Springer, 1976
- Coryphoblennius
  - Coryphoblennius galerita Linnaeus, 1758
- Crossosalarias
  - Crossosalarias macrospilus  Smith-Vaniz & Springer, 1971
- Damania Smith, 1959
  - Damania anjouanae  Fourmanoir, 1955
- Dodekablennos
  - Dodekablennos fraseri  Springer & Spreitzer, 1978
- Ecsenius
  - Ecsenius aequalis Springer, 1988
  - Ecsenius alleni Springer, 1988
  - Ecsenius aroni Springer, 1971
  - Ecsenius australianus Springer, 1988
  - Ecsenius axelrodi Springer, 1988
  - Ecsenius bandanus Springer, 1971
  - Ecsenius bathi Springer, 1988
  - Zweifarben-Schleimfisch (Ecsenius bicolor) (Day, 1888)
  - Ecsenius bimaculatus Springer, 1971
  - Ecsenius caeruliventris Springer & Allen, 2004
  - Ecsenius collettei Springer, 1972
  - Ecsenius dentex Springer, 1988
  - Ecsenius dilemma Springer, 1988
  - Ecsenius fijiensis Springer, 1988
  - Ecsenius fourmanoiri Springer, 1972
  - Ecsenius frontalis (Valenciennes, 1836)
  - Ecsenius gravieri (Pellegrin, 1906)
  - Ecsenius isos McKinney & Springer, 1976
  - Ecsenius kurti Springer, 1988
  - Ecsenius lineatus Klausewitz, 1962
  - Ecsenius lividanalis Chapman & Schultz, 1952
  - Ecsenius lubbocki Springer, 1988
  - Ecsenius mandibularis McCulloch, 1923
  - Ecsenius melarchus McKinney & Springer, 1976
  - Ecsenius midas Starck, 1969
  - Ecsenius minutus Klausewitz, 1963
  - Ecsenius monoculus Springer, 1988
  - Ecsenius nalolo Smith, 1959
  - Ecsenius namiyei (Jordan & Evermann, 1902)
  - Ecsenius niue Springer, 2002
  - Ecsenius oculatus Springer, 1988
  - Ecsenius oculus Springer, 1971
  - Ecsenius ops Springer & Allen, 2001
  - Ecsenius opsifrontalis Chapman & Schultz, 1952
  - Ecsenius pardus Springer, 1988
  - Ecsenius paroculus Springer, 1988
  - Ecsenius pictus McKinney & Springer, 1976
  - Ecsenius polystictus Springer & Randall, 1999
  - Ecsenius portenoyi Springer, 1988
  - Ecsenius prooculis Chapman & Schultz, 1952
  - Ecsenius pulcher (Murray, 1887)
  - Ecsenius randalli Springer, 1991
  - Ecsenius schroederi McKinney & Springer, 1976
  - Ecsenius sellifer Springer, 1988
  - Ecsenius shirleyae Springer & Allen, 2004
  - Ecsenius springeri Allen et al., 2019
  - Ecsenius stictus Springer, 1988
  - Ecsenius stigmatura Fowler, 1952
  - Ecsenius taeniatus Springer, 1988
  - Ecsenius tessera Springer, 1988
  - Ecsenius tigris Springer, 1988
  - Ecsenius tricolor Springer & Allen, 2001
  - Ecsenius trilineatus Springer, 1972
  - Ecsenius yaeyamaensis (Aoyagi, 1954)
- Entomacrodus
  - Entomacrodus cadenati Springer, 1967
  - Entomacrodus caudofasciatus (Regan, 1909)
  - Entomacrodus chapmani Springer, 1967
  - Entomacrodus chiostictus (Jordan & Gilbert, 1882)
  - Entomacrodus corneliae (Fowler, 1932)
  - Entomacrodus cymatobiotus Schultz & Chapman in Schultz et al., 1960
  - Entomacrodus decussatus (Bleeker, 1858)
  - Entomacrodus epalzeocheilos (Bleeker, 1859)
  - Entomacrodus lemuria Springer & Fricke, 2000
  - Entomacrodus macrospilus Springer, 1967
  - Entomacrodus marmoratus (Bennett, 1828)
  - Entomacrodus nigricans Gill, 1859
  - Entomacrodus niuafoouensis (Fowler, 1932)
  - Entomacrodus randalli Springer, 1967
  - Entomacrodus rofeni Springer, 1967
  - Entomacrodus sealei Bryan & Herre, 1903
  - Entomacrodus stellifer (Jordan & Snyder, 1902)
  - Entomacrodus strasburgi Springer, 1967
  - Entomacrodus striatus (Valenciennes in Cuvier & Valenciennes, 1836)
  - Entomacrodus textilis (Valenciennes in Cuvier & Valenciennes, 1836)
  - Entomacrodus thalassinus (Jordan & Seale, 1906)
  - Entomacrodus vermiculatus (Valenciennes in Cuvier & Valenciennes, 1836)
  - Entomacrodus vomerinus (Valenciennes in Cuvier & Valenciennes, 1836)
  - Entomacrodus williamsi Springer & Fricke, 2000
- Exallias
  - Exallias brevis (Kner, 1868)
- Glyptoparus
  - Glyptoparus delicatulus Smith, 1959
- Hirculops
  - Hirculops cornifer (Rüppell, 1830)
- Hypleurochilus
  - Hypleurochilus aequipinnis (Günther, 1861)
  - Hypleurochilus bananensis (Poll, 1959)
  - Hypleurochilus bermudensis Beebe & Tee-van, 1933
  - Hypleurochilus brasil Pinheiro et al., 2013
  - Hypleurochilus caudovittatus Bath, 1994
  - Hypleurochilus fissicornis (Quoy & Gaimard, 1824)
  - Hypleurochilus geminatus (Wood, 1825)
  - Hypleurochilus langi (Fowler, 1923)
  - Hypleurochilus multifilis (Girard, 1858)
  - Hypleurochilus pseudoaequipinnis Bath, 1994
  - Hypleurochilus springeri Randall, 1966
- Hypsoblennius
- Istiblennius
  - Istiblennius bellus (Günther, 1861)
  - Istiblennius colei (Herre, 1934)
  - Istiblennius dussumieri (Valenciennes in Cuvier & Valenciennes, 1836)
  - Istiblennius edentulus (Forster & Schneider in Bloch & Schneider, 1801)
  - Istiblennius enosimae (Jordan & Snyder, 1902)
  - Istiblennius flaviumbrinus (Rüppell, 1830)
  - Istiblennius lineatus (Valenciennes in Cuvier & Valenciennes, 1836)
  - Istiblennius meleagris (Valenciennes in Cuvier & Valenciennes, 1836)
  - Istiblennius muelleri (Klunzinger, 1879)
  - Istiblennius pox Springer & Williams, 1994
  - Istiblennius rivulatus (Rüppell, 1830)
  - Istiblennius spilotus Springer & Williams, 1994
  - Istiblennius steindachneri (Pfeffer, 1893)
  - Istiblennius unicolor (Rüppell, 1838)
  - Istiblennius zebra (Vaillant & Sauvage, 1875)
- Lipophrys
- Litobranchus
- Lupinoblennius
- Mimoblennius
- Nannosalarias
- Ophioblennius
  - Rotlippen-Schleimfisch (Ophioblennius atlanticus) (Valenciennes, 1836)
- Parablennius
  - Parablennius cornutus (Linnaeus, 1758)
  - Parablennius cyclops (Rüppell, 1830)
  - Parablennius dialloi Bath, 1990
  - Gestreifter Schleimfisch (Parablennius gattorugine) (Linnaeus, 1758)
  - Parablennius goreensis (Valenciennes, 1836)
  - Parablennius incognitus (Bath, 1968)
  - Parablennius intermedius (Ogilby, 1915)
  - Parablennius laticlavius (Griffin, 1926)
  - Parablennius lodosus (Smith, 1959)
  - Parablennius marmoreus (Poey, 1876)
  - Parablennius opercularis (Murray, 1887)
  - Parablennius parvicornis (Valenciennes, 1836)
  - Parablennius pilicornis (Cuvier, 1829)
  - Parablennius rouxi (Cocco, 1833)
  - Parablennius ruber (Valenciennes, 1836)
  - Parablennius salensis Bath, 1990
  - Blutstriemen-Schleimfisch (Parablennius sanguinolentus) (Pallas, 1814)
  - Parablennius serratolineatus Bath & Hutchins, 1986
  - Parablennius sierraensis Bath, 1990
  - Parablennius tasmanianus (Richardson, 1842)
  - Parablennius tentacularis (Brünnich, 1768)
  - Parablennius thysanius (Jordan & Seale, 1907)
  - Parablennius verryckeni (Poll, 1959)
  - Parablennius yatabei (Jordan & Snyder, 1900)
  - Parablennius zvonimiri (Kolombatovic, 1892)
- Parahypsos
  - Parahypsos piersoni Gilbert & Starks, 1904
- Paralipophrys
  - Grauer Schleimfisch (Paralipophrys trigloides)
- Paralticus
  - Paralticus amboinensis Bleeker, 1857
- Pereulixia
  - Pereulixia kosiensis Regan, 1908
- Praealticus
- Rhabdoblennius
  - Rhabdoblennius nigropunctatus (Bath, 2004)
  - Rhabdoblennius nitidus (Günther, 1861)
  - Rhabdoblennius papuensis (Bath, 2004)
  - Rhabdoblennius rhabdotrachelus (Fowler & Ball, 1924)
  - Rhabdoblennius snowi (Fowler, 1928)
- Salaria
  - Salaria basilisca (Valenciennes in Cuvier & Valenciennes, 1836)
  - Salaria economidisi Kottelat, 2004
  - Fluss-Schleimfisch (Salaria fluviatilis) (Asso, 1801)
  - Salaria pavo (Risso, 1810)
- Salarias
- Scartella
  - Scartella caboverdiana Bath, 1990[1]
  - Scartella cristata (Linnaeus, 1758)
  - Scartella emarginata (Günther, 1861)
  - Scartella itajobi Rangel & Mendes, 2009
  - Scartella nuchifilis (Valenciennes, 1836)
  - Scartella poiti Rangel, Gasparini & Guimarães, 2004
  - Scartella springeri (Bauchot, 1967)
- Scartichthys
  - Scartichthys crapulatus (Williams, 1990)
  - Scartichthys gigas (Steindachner, 1876)
  - Scartichthys variolatus (Valenciennes, 1836)
  - Scartichthys viridis (Valenciennes, 1836)
- Stanulus
  - Stanulus seychellensis (Smith, 1959)
  - Stanulus talboti (Springer, 1968)